# Диполь Индийского океана

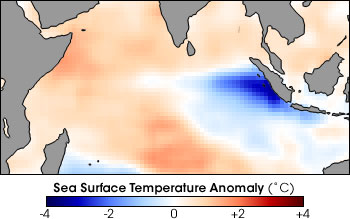
Температура воды вокруг островов Ментавай упала примерно на 4 °C ниже нормы в разгар положительной фазы ДИО в ноябре 1997 года, во время этих событий очень сильные ветры с востока относили тёплую поверхностную воду в Африку, позволяя холодной воде резко подниматься к побережью Суматры.

Диполь Индийского океана (ДИО) (англ. Indian Ocean Dipole) — феномен в Индийском океане, который влияет на климат Австралии и других стран, окружающих бассейн Индийского океана.
Индоокеанский диполь возникает вследствие разности температур поверхности воды западной и восточной частей Индийского океана и до недавнего времени был одним из самых существенных и одновременно наименее понятных природных явлений, влияющих на климат Австралии.
Различают положительную, нейтральную и отрицательную фазы Индоокеанского диполя. Влияние на погоду имеет именно положительная фаза, которая наступает обычно раз в 3-8 лет. Положительная фаза характеризуется повышенной температурой поверхности океана, большим количеством осадков в западной части Индийского океана и холодными водами в его восточной части. Эта фаза вызывает засухи в Восточной Азии и Австралии, а также наводнения в некоторых частях Индийского субконтинента и Восточной Африки. В результате действия этой фазы могут возникать также крупные пожары в юго-восточной Австралии, вызывая гибель кораллового рифа на Западной Суматре, усиливаются вспышки малярии в Восточной Африке. Отрицательная фаза ДИО формирует противоположные условия: повышенная температура поверхности океана и большое количество осадков в восточной части Индийского океана и холодные воды и сухие климатические условия на западе.
ДИО влияет также на индийские летние муссоны, усиливая их положительную фазу и ослабляя негативную. ДИО является одним из факторов, влияющих на погоду и глобальный климат планеты, взаимодействуя с такими подобными явлениями, как Эль-Ниньо и Ла-Нинья в Тихом океане.
Явление ДИО впервые обнаружено исследователями климата в 1999 году. Данные из ископаемых коралловых рифов свидетельствуют, что ДИО функционировал по крайней мере с середины голоцена, то есть более 6500 лет назад.